# 육군교정사령부
육군교정사령부(영어: Army Corrections Command, ACC)는 미국의 군대에서 헌법 혹은 군법을 어긴 범법자들을 군교도소에 격리하고 교정하는 임무를 맡은 미국 육군 군사경찰대의 사령부로, 군경감에 직접 보고하는 부대이다.

## 역사
2007년 10월 1일, 워싱턴 D.C. 펜타곤 영웅홀(Hall of Heroes)에서 창설되었다. SSI와 DUI는 사령부가 창설되기 전인 같은 해 9월 28일에 승인되었다.
2010년 10월 2일, 교정여단이 제15군사경찰여단으로 재편성되었다.

## 관할 시설
- 미국 격리막사(USDB), 캔사스주 포트 레번워스 - 제15군사경찰여단, 40군사경찰대대
- 중서부 합동지역 교도소(MWJRCF), 캔사스주 포트 레번워스 - 제15군사경찰여단, 705군사경찰대대
- 서북부 합동지역 교도소(NWJRCF), 워싱턴주 포트 루이스 - 제42군사경찰여단, 508군사경찰대대
- 주유 미국 육군 교도소(USARCF-E), 독일 셈바치 - 제18군사경찰여단
- 주한 미국 육군 교도소(USARCF-K), 대한민국 경기도 평택시 캠프 험프리스 - 제94군사경찰대대, 주한 교정처

만하임 교도소로도 알려진 주유 미국 육군 교도소는 2014년 셈바치로 옮겨가 주유 미국 육군 교도소로 개명되었다.

## 사진첩

육군교정사령부 관할 교도소
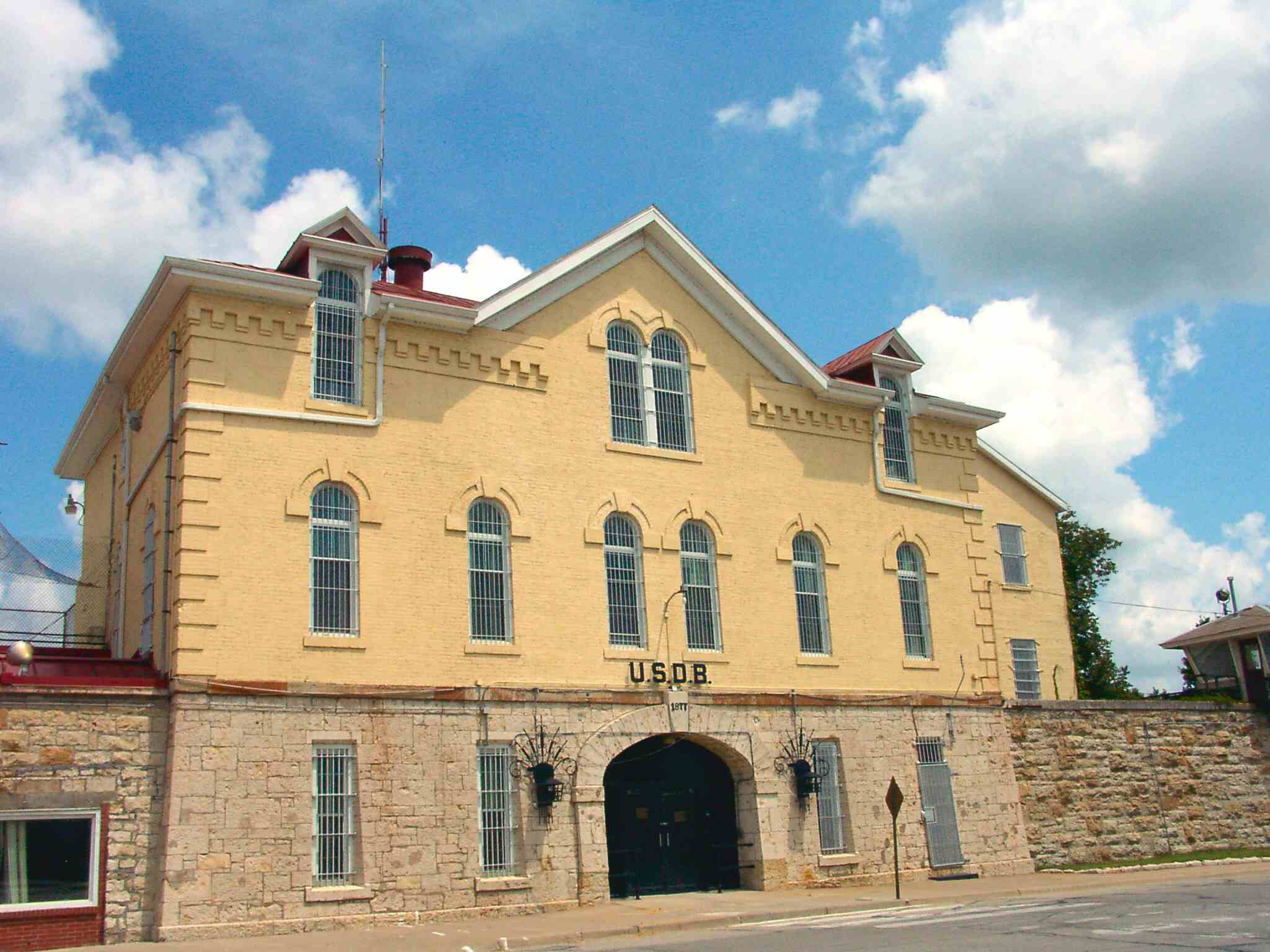
1874년에 지어진 최초의 격리막사, 현재 다른 용도로 쓰인다.
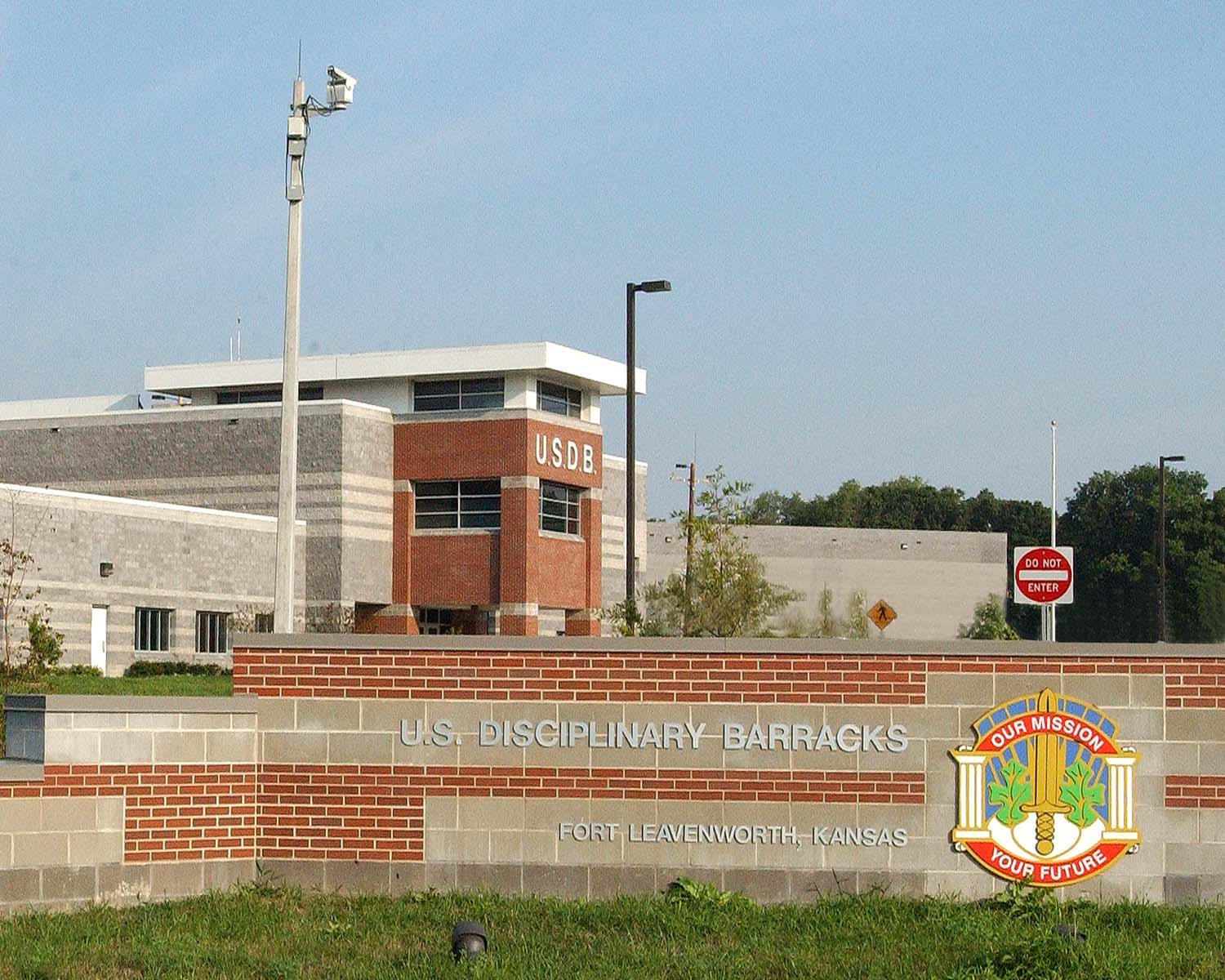
포트 레번워스에 새로 세워진 격리막사, 2002년 촬영
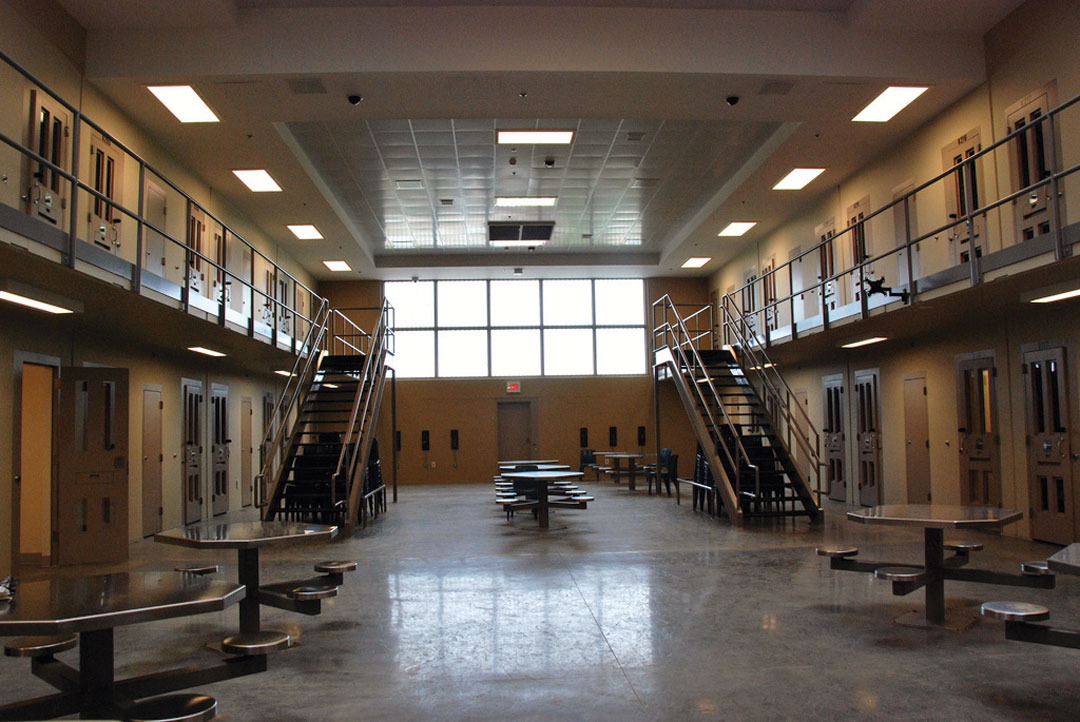
중서부 합동지역 교도소의 내부
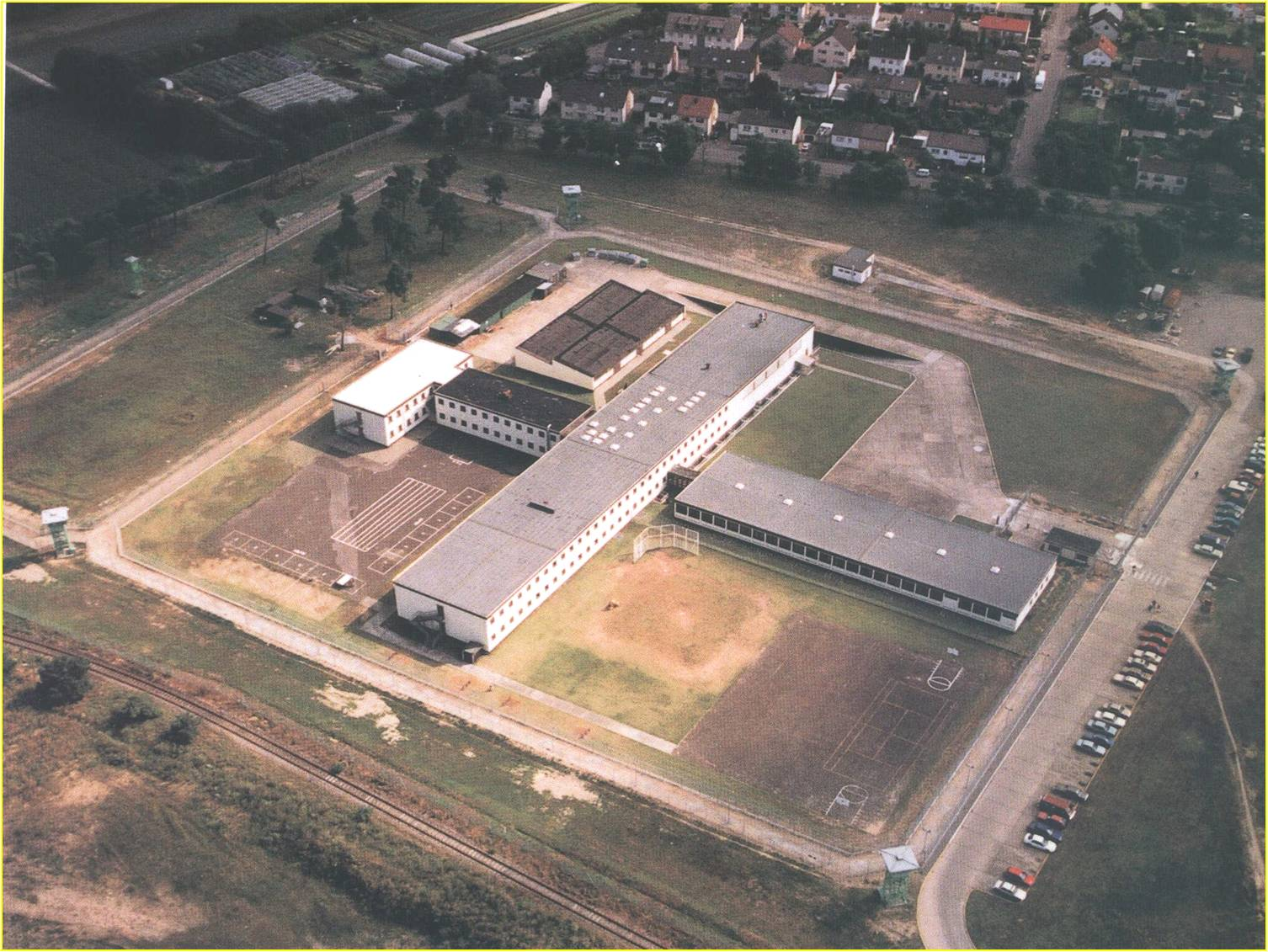
주유 미국 육군 교도소, 옛 만하임 육군 교도소의 항공사진

## 같이 보기
- 미국 육군 범죄수사대
- 군법
- 교정
- 교도관

## 참고

### 인용
1. ↑  “ARMY CORRECTIONS COMMAND” (영어). The Institute of Heraldry. 2024년 10월 2일에 원본 문서에서 보존된 문서. 2020년 9월 8일에 확인함.
2. ↑  “15th Military Police Brigade” (PDF) (영어). 2019년 11월 1일. 2017년 12월 13일에 원본 문서 (PDF)에서 보존된 문서. 2020년 9월 8일에 확인함.
3. ↑  “15th United States Army Military Police Brigade” (영어). Center of Military History. 2010년 12월 13일. 2020년 9월 8일에 확인함.

### 자료
- “The Army Corrections Command: bringing it all together”. 2008년 12월 1일.
- Andy Watson. “Vanguards of Justice:The Activation of the Army Corrections Command” (PDF). 19-20쪽. 2017년 2월 8일에 원본 문서 (PDF)에서 보존된 문서. 2020년 9월 8일에 확인함.